# Selzthal
Selzthal je obec v okresu Liezen v rakouské spolkové zemi Štýrsko. Žije zde přibližně 1 600 obyvatel. Město je významným železničním uzlem, tratě odsud vedou do Vídně, Salcburku, Lince a Štýrského Hradce. Zajímavostí je, že ve vlaku nedaleko tohoto sídla zemřel český průmyslník Emil Škoda.

## Politika

### Starostové
- 1945 Engelbert Mitteregger
- 1945–1965 Franz Meixner
- 1965–1989 Ernst Schmollngruber (SPÖ)
- 1989–200x Egon Sinzinger (SPÖ)
- 200x–2015 Alois Eckmann (SPÖ)
- od roku 2015 Gernot Hejlik (SPÖ)[2]